# Zdob și Zdub
Zdob și Zdub è un gruppo punk rock e folk rock moldavo. La band unisce sonorità punk rock e musica balcanica con influenze sia hip hop sia appartenenti alla musica popolare moldava e russa.
La band ha suonato in diverse occasioni con il musicista bosniaco naturalizzato serbo Emir Kusturica ed ha partecipato ad un celebre concerto nella Piazza Rossa di Mosca con i Red Hot Chili Peppers.
La band ha partecipato all'Eurovision Song Contest, come rappresentante della Moldavia, per tre volte: nel 2005 con Bunica bate doba (6º posto), nel 2011 con So Lucky (12º posto) e nel 2022 con Trenulețul (in collaborazione con i Advahov Brothers, 7º posto).

## Formazione
- Roman Yagupov - vocalista, flauto e altri strumenti musicali etnici.
- Mihai Gâncu - bassista
- Sviatoslav Starus - chitarra
- Andrei Cebotari - batterista
- Victor Dandeș - trombone, fisarmonica
- Valeriu Mazilu - trombettista

## Discografia

### Album
- 1996 – Hardcore moldovenesc
- 1999 – Tabăra noastră
- 2000 – Remix
- 2001 – Agroromantica
- 2004 – 450 Sheep
- 2006 – Boonika bate doba
- 2006 – Ethnomecanica
- 2012 – Basta Mafia!
- 2019 – Bestiarium

### EP
- 1999 – Zdubii bateți tare!
- 2010 – Beloe vino/Krasnoe vino
- 2015 – 20 de veri

### Singoli
- 2005 – Boonika bate doba
- 2011 – So Lucky
- 2011 – Running
- 2018 – Balkana mama (con Loredana e Ligalize)
- 2018 – Omul liliac
- 2019 – India mă cheamă
- 2019 – Lupul solitar
- 2019 – Colindul leului
- 2020 – Na Ivana kupalu (con Maša Makarova)
- 2020 – Čudo lilijak
- 2021 – Trenulețul (con gli Advahov Brothers)